# Szabó Róbert (csillagász)
Szabó Róbert (Ajka, 1975. február 10. – ) csillagász, az MTA doktora, Lendület-nyertes kutató, a Csillagászati és Földtudományi Kutatóközpont Konkoly-Thege Miklós Csillagászati Intézetének  igazgatója, az Európai Déli Obszervatórium Ismeretterjesztő Hálózatának (ESON) magyar képviselője, a Kepler/K2 és TESS NASA-űrtávcsövek tudományos szeizmológiai konzorciumaiban az RR Lyrae és cefeida változócsillagokkal foglalkozó szakcsoportok vezetője, a TESS Asztroszeizmológiai Tudományos Konzorcium (TASOC) Operatív Bizottságának tagja, a Nemzetközi Csillagászati Unió Pulzáló változócsillagok (G4) bizottságának volt elnöke, az Európai Űrügynökség Ariel exobolygó-légkört vizsgáló küldetésének magyar vezetője (Co-PI-ja), Vera C. Rubin Obszervatórium Legacy Survey of Space and Time programjához készülő magyar hozzájárulás koordinátora, az LSST konzorcium tagja, az LSST Transients and Variable Stars (TVS) tudományos együttműködés Klasszifikáció és karakterizálás alcsoportjának volt vezetője. A csillagpulzáció kutatásának és az űrből végzett extrém pontosságú csillagászati fényességmérés vezető szakértője, számos nemzetközi konferencia szervezőbizottságának tagja, a nagy sikerű RR Lyrae konferenciasorozat (2015: Visegrád, 2017: Niepołomicze, 2019: Cloudcroft, NM, USA, 2022: La Palma, Spanyolország, 2024: Marrakesh, Marokkó) ötletgazdája és főszervezője. Rendszeresen tart egyetemi előadásokat az ELTE-n és a Szegedi Tudományegyetemen pulzációelmélet, űrfotometria és exobolygók témakörben. Korábban a csillagszerkezet és csillagfejlődés, a csillagászati műszertechnika és digitális képfeldolgozás, valamint a CCD-fotometria tárgyat is tanította. Tucatnyi egyetemi szakdolgozat és több doktori dolgozat témavezetője, illetve konzulense. Gyakran tart ismeretterjesztő előadásokat. Házas, három gyermek édesapja.[forrás?] Felesége dr. Jámbor Eszter, jogász, író.

## Szakmai életútja
Ajkán született, a helyi Bródy Imre Gimnáziumban érettségizett 1993-ban. Az ELTE-n végzett matematika és fizika szakos tanárként, valamint csillagászként. 1998-ban fiatal kutatóként helyezkedett el a Csillagászati Kutatóintézetben, a CSFK KTM Csillagászati Intézetének elődjében. 2004-ben szerezte meg PhD-ját az RR Lyrae instabilitási sáv numerikus modellezése témában (témavezető: Kolláth Zoltán). 2005-től két éven keresztül a University of Florida Elméleti Fizika tanszékén volt posztdoktori kutató Robert J. Buchler professzornál, ahol folytatta a csillagpulzáció többdimenziós hidrodinamikai modellezését. Hazatérve a CoRoT- és Kepler-űrtávcső adatainak elemzésébe kapcsolódott be. Megalakította a magyar Kepler-csoportot (később KIK: Kepler Investigations @ Konkoly, még később SPEX: Stellar Pulsation, Space Photometry & EXoplanets). 2012-től tudományos főmunkatárs. 2012 és 2013 között az Information Bulletin of Variable Stars folyóirat főszerkesztője. Két sikeres OTKA-pályázat vezetője. 2016 és 2019, valamint 2022 és 2025 között az Akadémia nem akadémikus közgyűlési képviselője.  2016-tól a CSFK tudományos titkára, és a Csillagászati Intézet igazgatóhelyettese. 2017-ben megszerezte az MTA doktora címet. 2018-ban Lendület-pályázatot nyert, melynek témája: Lokális kozmológia pulzáló változócsillagokkal: kihívás petaskálán. 2025-ben pedig duplázott: újabb nyertes Lendület-pályázatának címe: A csillagászati adatrobbanás kihívásai: kérdések és válaszok többdimenziós asztrofizikai modellezéssel. Kutatott az ausztráliai Sydney-i Egyetemen, a cambridge-i Harvard-Smithsonian Center for Astrophysics-ben, a kaliforniai Kavli Institute for Theoretical Physics-ben (University of California Santa Barbara). Meghívott előadó számos nemzetközi konferencián, az MIT-n, a CfA-ban, és 2014-ben, Wrocławban az IAU 301. szimpóziumán. Együttműködött amerikai, ausztrál, kanadai, lengyel, dán, belga, brit, német, olasz, francia, cseh kollégákkal. 2019. január 1-től a CSFK Konkoly-Thege Miklós Csillagászati Intézetének megbízott, 2019. július 1-től kinevezett igazgatója. Nevezett kutatóintézet Magyarország legnagyobb, csillagászati kutatással foglalkozó intézete, több mint 60 kutatót foglalkoztat.

## Kutatási területei
- csillagpulzáció és csillagfejlődés
- változócsillagok, csillagszeizmológia
- numerikus modellezés
- űrfotometria (CoRoT, Kepler/K2, TESS)
- jövő űrtávcsöves küldetései (PLATO, Ariel)
- exobolygók kutatása
- galaktikus archeológia
- nagy égboltfelmérések
- mesterséges intelligencia alkalmazásai a csillagászatban

## Legfontosabb tudományos eredményei
Pályájának kezdetén a csillagpulzáció numerikus modellezésével foglalkozott, így például a kétmódusú RR Lyrae csillagok vizsgálatával az akkor legkorszerűbbnek számító, turbulens konvekciót is tartalmazó hidrodinamikai kódok segítségével (Szabó és mtsai). Elméleti modellekkel vizsgálta a cefeidák radiális sebessége és luminozitásgörbéje közötti fáziskésést (Szabó, Buchler & Bartee) Az űrfotometriai idősorok felhasználásával tett egyik legfontosabb felfedezése egy új dinamikai jelenség, a perióduskettőződés kimutatása modulált Kepler és CoRoT RR Lyrae csillagokban (Szabó és mtsai). Foglalkozott exobolygókkal és exoholdakkal (Szabó és mtsai), csillagszeizmológiával (Gilliland és mtsai), szupernóvák fotometriájával, naprendszerbeli égitestek fényességmérésével a Kepler K2 küldetésében (Szabó és mtsai). Részt vett az ESA PLATO (Rauer és mtsai) és Ariel (Tinetti és mtsai) küldetésének tudományos előkészítésében, mindkét esetben a magyar nemzeti hozzájárulás koordinátora. Lendület-csoportjával (MTA CSFK Lendület Lokális Kozmológia Kutatócsoport) legutóbb változócsillagok fénygörbéinek képalapú, mesterséges intelligencián alapuló osztályozási eljárását dolgozta ki (Szklenár és mtsai), mely nagyban hasonlít ahhoz, ahogyan az emberi agy osztályozza a fénygörbéket. Összesen 138 referált folyóiratban közölt cikkére és száznál több egyéb publikációjára (konferencia kiadványok, white paper-ek, stb.) több mint 8900 hivatkozás ismert. H-indexe 51.

## Díjak, kitüntetések
- Az Év fiatal kutatója elismerés – VEAB (2018)
- Fizikai Díj – MTA Fizikai Osztály (2018)
- VEAB bronz emlékérem (2015)
- Bolyai plakett – MTA (2015)
- International Research Collaboration Award – University of Sydney (2012)
- Bolyai János Kutatási Ösztöndíj – MTA (2011–2014)
- Akadémiai Ifjúsági Díj – MTA (2011)
- Magyar Állami Eötvös Ösztöndíj (2006)
- Fiatal Kutatói ösztöndíj – MTA Csillagászati Kutatóintézet (1998–2001)

## Tagságok szakmai egyesületekben
- Eötvös Loránd Fizikai Társulat (2014–)
- European Helio- and Asteroseismology Network HELAS, magyar képviselő (2012–)
- MTA köztestületi tag (2007–)
- Nemzetközi Csillagászati Unió (2005–)
- Magyar Csillagászati Egyesület (1989–, 2020-tól elnökségi tag)

## Egyéb tevékenységek
Hobbik: úszás, gyaloglás, taekwon-do (ITF), (templomi) orgonajáték.
Négy teljes napfogyatkozást élt át:
- 1999. augusztus 11. Magyarország
- 2012. november 14. Ausztrália
- 2017. augusztus 21. Amerikai Egyesült Államok
- 2019. július 2. Chile.